# Les playboys
I Playboys sono un gruppo francese formatosi a Nizza nel 1977.

## Formazione
- François Albertini: cantante
- Michel Negre: voce, chitarra, tastiere
- Frank Durban: voce, basso
- Gilles Guizol: batteria
- Marc Galliani: voce, chitarra

## Discografia
- 1979: Bootleg, LP, Rat Records
- 1981: Jungle Media, Loup Garou (EP)
- 1982: Jungle Media, Une heure que j'attends (EP)
- 1984: AV Incorporated, LP, Playboys
- 1987: Girl, LP, Stop it baby Rec.
- 1990: Encore, LP/CD, Hit Records
- 1994: La Baie des Requins, Dig Records, CD
- 1997: Instrumental party, 3rd EP, Fascination records
- 2004: Je revendique, Fascination records
- 2008: Abracadabrantesque Teen Sound Records(CD)
- 2011: Anthologie LP/CD Sound Flat Records
- 2012 : Splash! LP/CD Sound Flat Records
- 2015 : Le Problème EP/33rpm AVthe sound
- 2019 : J'aime pas EP AVethesound
- 2021 : La baie des requins LP Dangerhouse